# Internationale Mountainbike-Bundesliga
Die Internationale Mountainbike-Bundesliga ist eine internationale Mountainbike-Rennserie im Cross-Country, die seit 2008 unter diesem Namen in Deutschland ausgetragen wird.

## Rennserie
Die Internationale Mountainbike-Bundesliga ist eine internationale Rennserie mit einer Gesamteinzelwertung für Männer Elite und Frauen Elite/U23. Sie besteht aus mehreren Rennen im olympischen Cross-Country XCO und Cross-Country Short Track XCC, die nach den Regeln der UCI (Internationaler Radsportverband) und den Wettkampfbestimmungen des BDR (Bund Deutscher Radfahrer) ausgetragen werden und im Rennkalender der UCI enthalten sind.
Startberechtigt sind alle Sportlerinnen und Sportler, die der Klasse Männer Elite/U23 und Frauen Elite/U23 angehören und im Besitz einer gültigen UCI-Lizenz sind. Entsprechend der Tageswertung bei den einzelnen Rennen werden Punkte gem. gesonderter Punktetabelle vergeben. Für die Gesamtwertung werden die Punkte aus den einzelnen Rennen unter Berücksichtigung von zwei Streichresultaten addiert.

## Geschichte
Die Internationale Mountainbike-Bundesliga ging aus dem ESKA-Cup hervor, der als erste nationale Mountainbike-Rennserie von 1988 bis 1991 stattfand. Als 1991 der Mountainbikesport als Disziplin offiziell vom BDR aufgenommen wurde, wurde die BDR-Punkteserie ausgerichtet. Nach einem  Jahr mit McDonald’s als Sponsor war von 1993 bis 1996 Grundig Namensgeber der Serie. Von den 10 Rennen pro Jahr wurden auch zwei Rennen im Downhill ausgetragen, anfangs noch gemeinsam gewertet, später mit getrennten Wertungen. Daraus entwickelte sich der spätere iXS German Downhill Cup.
1997 übernahm Volkswagen für zwei Jahre das Sponsoring und die Serie wurde zu einer reinen Cross-Country-Serie. Nach dem Fehlen eines Sponsors wurde die Serie 2000 zur BDR Mountainbike-Bundesliga. Durch die UCI-Einstufung der Einzelrennen in die Class 1 ab der Saison 2002 fand die Rennserie eine Aufwertung und zunehmend internationale Beachtung. Dem wurde ab der Saison 2008 mit dem heutigen Namen Rechnung getragen.
Von 2008 bis 2016 wurden im Rahmen der Rennserie erstmals Sprintrennen in Format eines Ausscheidungsrennens durchgeführt, aus denen sich die spätere von der UCI-anerkannte Disziplin Cross-Country Eliminator entwickelte. Die in den Sprintrennen erzielten Punkte zählten für die Gesamtwertung, zusätzlich gab es mit der Sprint-Bundesliga eine gesonderte Gesamtwertung.

## Ausrichtung
Die Anzahl der Rennen variiert zwischen vier und acht pro Jahr.  Die Austragungsorte der einzelnen Rennen sind nicht festgeschrieben, jedoch finden sich bestimmte Veranstaltungen regelmäßig im Rennkalender wieder:
- Singer Wäldercup Titisee-Neustadt
- Heubacher Mountainbikefestival BiketheRock Heubach
- Weißenfelser MTB Event
- Vulcan Race Gedern
- Fullgaz Race Obergessertshausen
- Shark-Attak Bike-Festival Saalhausen (Lennestadt)
- ABUS Ruhrbike-Festval Wetter (Ruhr)
- BIA Mountainbike-Cup Solingen
- MTB-Bundesliga Freudenstadt
- MTB-Bundesliga Bad Salzdetfurth

Flaggschiff der Rennserie ist das Heubacher Mountainbikefestival BiketheRock, das seit 2008 durch die UCI als Hors Classe eingestuft ist.

## Sieger Mountainbike-Bundesliga
| Jahr | Name der Serie                | Damen             | Herren             |
| ---- | ----------------------------- | ----------------- | ------------------ |
| 1988 | ESKA Cup                      | Sabrina Reitmeier | Hans Knauer        |
| 1989 | ESKA Cup                      | Eva Brandl        | Hans Knauer        |
| 1990 | ESKA Cup                      | Eva Brandl        | Hans Knauer        |
| 1991 | BDR Punkteserie               | Viola Borgmeier   | Peter Hinterlang   |
| 1992 | McDonald’s Deutschland Cup    | Bettina Weßling   | Lutz Schäfer       |
| 1993 | Grundig Top-Ten-Cup           | Hedda zu Putlitz  | Ralph Berner       |
| 1994 | Grundig Top-Ten-Cup           | Hedda zu Putlitz  | Hartmut Bölts      |
| 1995 | Grundig Top-Ten-Cup           | Hanka Kupfernagel | Jan Østergaard     |
| 1996 | Grundig Top-Ten-Cup           | Regina Marunde    | Norbert Arnold     |
| 1997 | Grundig Top-Ten-Cup           | Regina Marunde    | Carsten Bresser    |
| 1998 | VW-Multivan Cup               | Hedda zu Putlitz  | Ralph Berner       |
| 1999 | VW-Multivan Cup               | Hedda zu Putlitz  | Wolfram Kurschat   |
| 2000 | BDR MTB-Bundesliga            | Hedda zu Putlitz  | Lado Fumić         |
| 2001 | BDR MTB-Bundesliga            | Sabine Spitz      | Carsten Bresser    |
| 2002 | BDR MTB-Bundesliga            | Irina Kalentieva  | Carsten Bresser    |
| 2003 | BDR MTB-Bundesliga            | Sabine Spitz      | Lado Fumić         |
| 2004 | BDR MTB-Bundesliga            | Irina Kalentieva  | Jochen Käß         |
| 2005 | BDR MTB-Bundesliga            | Irina Kalentieva  | Stefan Sahm        |
| 2006 | BDR MTB-Bundesliga            | Irina Kalentieva  | Fredrik Kessiakoff |
| 2007 | BDR MTB-Bundesliga            | Irina Kalentieva  | Wolfram Kurschat   |
| 2008 | Internationale MTB-Bundesliga | Sabrina Enaux     | Moritz Milatz      |
| 2009 | Internationale MTB-Bundesliga | Elisabeth Osl     | Moritz Milatz      |
| 2010 | Internationale MTB-Bundesliga | Elisabeth Osl     | Moritz Milatz      |
| 2011 | Internationale MTB-Bundesliga | Annika Langvad    | Manuel Fumic       |
| 2012 | Internationale MTB-Bundesliga | Alexandra Engen   | Fabian Giger       |
| 2013 | Internationale MTB-Bundesliga | Alexandra Engen   | Moritz Milatz      |
| 2014 | Internationale MTB-Bundesliga | Adelheid Morath   | Simon Stiebjahn    |
| 2015 | Internationale MTB-Bundesliga | Helen Grobert     | Simon Stiebjahn    |
| 2016 | Internationale MTB-Bundesliga | Hanna Klein       | Simon Stiebjahn    |
| 2017 | Internationale MTB-Bundesliga | Sabine Spitz      | Simon Stiebjahn    |
| 2018 | Internationale MTB-Bundesliga | Ronja Eibl        | Simon Stiebjahn    |
| 2019 | Internationale MTB-Bundesliga | Ronja Eibl        | Reto Indergand     |
| 2020 | Internationale MTB-Bundesliga | keine Austragung  | keine Austragung   |
| 2021 | Internationale MTB-Bundesliga | Evelyn Behre      | Niklas Schehl      |
| 2022 | Internationale MTB-Bundesliga | Theresia Schwenk  | David List         |
| 2023 | Internationale MTB-Bundesliga | Nina Benz         | David List         |
| 2024 | Internationale MTB-Bundesliga | Nina Graf         | Maximilian Brandl  |

## Sieger Sprint-Bundesliga
| Jahr | Damen            | Herren          |
| ---- | ---------------- | --------------- |
| 2008 |                  | Heiko Gutmann   |
| 2009 | Claudia Seidel   | Lukas Kaufmann  |
| 2010 |                  | Ralph Näf       |
| 2011 | Alexandra Engen  | Thomas Litscher |
| 2012 | Alexandra Engen  | Simon Stiebjahn |
| 2013 | Alexandra Engen  | Simon Stiebjahn |
| 2014 | Veronika Brüchle | Simon Stiebjahn |
| 2015 | Majlen Müller    | Simon Stiebjahn |
| 2016 | Nadine Rieder    | Felix Klausmann |